# Joatam de Basabe
Joatam de Basabe Ibarra (Gómez Palacio, 24 de diciembre de 1990) es un periodista mexicano que radica en Ensenada. Se desempeña como reportero y corresponsal de Televisa y Univision, además es columnista de distintos portales web de Baja California. Es miembro de la Red Mexicana de Periodistas de Ciencia y presidente de la Asociación de Periodistas de Ensenada.
Ha sido galardonado en tres ocasiones con el Premio México de Periodismo, que otorga la Federación de Asociaciones de Periodistas Mexicanos (FAPERMEX). También fue reconocido con Mención Honorífica del Premio Municipal de la Juventud de Ensenada (2017).